# Federico Román
Federico Roman Calderón (Chulumani, Bolivia; 21 de febrero de 1875 - 1 de junio de 1943 en la provincia de Chapare) fue un general militar boliviano en la década de 1930 bajo el presidente Daniel Salamanca Urey.

## Acto
Federico Román fue coronel durante la Guerra del Acre entre Bolivia y Brasil, donde se disputaba el territorio amazónico conocido como Territorio Nacional de Colonias. Román fue capitán de la Primera Compañía de la Columna Porvenir, en 1902. Uno de las victorias de la Columna Porvenir durante la guerra fue la Batalla de Bahía, que tuvo escenario en el arroyo Bahía, actual ciudad de Cobija.
El general Federico Román, junto con el posterior presidente boliviano Germán Busch, jugaron un papel clave en el desarrollo y defensa de lo que aún es la parte boliviana del Chaco en la Guerra del Chaco (1932-1935) contra Paraguay.

## Premios
La provincia del General Federico Román fue creada en la parte nororiental del departamento de Pando durante el gobierno de Víctor Paz Estenssoro y se nombró así en honor a Federico Román. Así mismo numerosas calles y plazas de Bolivia llevan su nombre.

## Literatura
- Alberto Letellier: El amuleto del general; Episodios novelados de la vida heroica del gran pionero colonizador general Federico Román, y relatos costumbristas del vasto teatro de sus hazañas, Pando, Beni y el Chapare. La Paz, 1964.